# São Cristóvão e Neves nos Jogos Pan-Americanos de 2015
São Cristóvão e Neves competiu nos Jogos Pan-Americanos de 2015 em Toronto de 10 a 26 de julho de 2015. O país competiu em 1 esportes com 8 atletas. A única medalha foi conquistada (um bronze) veio com Antoine Adams nos 100m rasos.